# Операција крајника
Операција крајника или тонзилектомија  је хируршка процедура у којој се оба палатинална крајника потпуно уклањају из задњег дела грла.  Процедура се углавном изводи код понављајућих упале крајника, инфекције грла и опструктивне апнеје у сну (ОАС). Код особа са честим инфекцијама грла, операција резултује са  0,6  (95% интервал поузданости: 1,0 до 0,1) мање болова у грлу у наредној години, али без јасних доказа о дугорочним користима.  Код деце са ОАС  након операције долази до побољшања квалитета живота. 
Иако су генерално безбедне, компликације могу укључивати крварење, повраћање, дехидрацију, проблеме са исхраном и проблеме са говором.  Бол у грлу обично траје око једну до две недеље након операције. Крварење се јавља у око 1% у току првог дана и још 2% након тога. Између 1 од 2.360 и 1 од 56.000 процедура узрокује смрт.  Чини се да тонзилектомија не утиче на дугорочну имунолошку функцију.
После операције, ибупрофен и парацетамол (ацетаминофен) се могу користити за лечење постоперативног бола.  Операција се најчешће ради металним инструментима али  електрокаутером. Како се током операције крајника и аденоидна вегетација истовремено могу уклонити или обријати, у том случају операција носи назив аденотонзилектомија.  Делимично уклањање крајника назива се „тонзилотомија“, што може бити пожељније у случајевима ОСА.
Операцију крајника Целзус је описао још од 50. године нове ере.  У Сједињеним Америчким Државама, од 2010. године, тонзилектомија се ради много ређе него 1970-их, иако је и даље друга најчешћа амбулантна хируршка процедура код деце. Од 2019. године постоје одређене контроверзе о томе када треба користити операцију,  и зато постоје варијације у стопама уклањања крајника између и унутар појединих земаља. 